# Énergie (radio)
Pour les articles homonymes, voir Énergie (homonymie).
Énergie (auparavant connu sous les noms de Radio Énergie et de NRJ) est un réseau de radio commercial privé québécois appartenant à Bell Media.
Le réseau comprend huit stations dans la plupart des régions du Québec. Énergie diffuse de la musique au format contemporain et top 40. Depuis la mi-mars 2015, Énergie diffuse dans le format rock classique, rock alternatif et de la musique populaire québécois et mondiales.
La plupart des stations produit localement son émission matinale, les avant-midis et après-midis de semaine, ainsi que les après-midis de fin de semaine, le reste de la programmation ainsi que les jours fériés provient en réseau de Montréal en fonction des cotes d'écoutes et des commanditaires (et remplissement des quotas de contenu francophone du CRTC). Jusqu'au début des années 2000, les émissions du retour à la maison et de début de soirée étaient locales. La liste des pièces musicales est presque similaire entre les stations. Le réseau fournit des capsules humoristiques et des montages qui sont insérées dans les émissions locales. La station de Québec s'offre un peu plus de liberté et produit plus de contenu local. Les deux stations en Abitibi forment un mini-réseau régional. Des émissions phares en réseau se sont ajoutées.

## Historique

### 1986: Radio Énergie
Les débuts du Réseau Énergie remontent à décembre 1986, lorsque la station CHIK-FM de Québec passe du format adulte-contemporain au format dance comme son homologue CKMF-FM de Montréal. Radiomutuel a ensuite lancé ou fait l'acquisition de stations dans les grands centres du Québec : CIMO-FM de Magog intègre le réseau en mars 1987, CKTF-FM Gatineau est lancée le 11 mars 1988, suivi de CJMM-FM Rouyn-Noranda et CJMV-FM Val D'Or sont lancées le 17 juin 1988, CIGB-FM Trois-Rivières intègre le réseau en décembre 1989. Diffusion Power affilie sa station CIKI-FM Rimouski au réseau en 1989, Radiomutuel fait l'acquisition de CJAB-FM Chicoutimi et l'intègre au réseau en février 1992, et finalement CJDM-FM Drummondville de Diffusion Power s'affilie en août 1992.
À l'été 1990, la station CHIK de Québec engage le trio de La Jungle, dont les capsules, chansons et parodies sur le thème de la Crise d'Oka, qui les a rendus populaires, sont diffusées en semaine sur le réseau, ainsi qu'une émission meilleurs moments les dimanches matins.
Dès 17 août 1992, le groupe Rock et Belles Oreilles anime une émission réseau sur l'heure du midi, faisant concurrence féroce aux Midis fous de CKOI-FM animé par Richard Z. Sirois, qui dominait alors les audiences. L'aventure prendra fin en mai 1993.
Quelques émissions étaient diffusées simultanément avec MusiquePlus, notamment des décomptes de l'été ou de l'année, ou encore un lancement d'album de Céline Dion. À l'hiver et printemps 1996 et 1997, l'émission dominicale L'Heure JMP du réseau TQS était diffusée en simultané sur le réseau, sans publicités.
À l'automne 2000, l'émission Les Grandes Gueules est diffusée sur l'heure du midi sur le réseau Énergie, sauf à Montréal où elle conserve sa case du retour à la maison. L'émission du midi est éliminée à l'automne 2003 et l'émission du retour devient une émission réseau.
Aussi à l'automne 2000 marque le début de l'émission Le Beat coanimée par Daniel Desnoyers les vendredis soir sur tout le réseau Énergie. Une série de compilations Le Beat volumes 1 à 6 et Spin volumes 1 à 6, sont mis sur le marché. À partir de l'automne 2002, l'émission du vendredi n'est plus diffusée à Montréal, la case étant occupée par l'émission Happy Hour de Ricky Dee. Par contre, une émission est ajoutée le samedi soir sur tout le réseau. Le 17 juillet 2004, Daniel Desnoyers déménageait ses tables tournantes à la station de radio montréalaise CKOI-FM pour coanimer une émission appelée Spin. Retour sur Énergie en août 2006 avec l'émission Le Party 5 à 8, suivie par Pure Dan Desnoyers.
En 1999, Astral Media fait l'acquisition de Radiomutuel, alors que Corus Entertainment prend possession en 2000 de Diffusion Power, et ses stations CJDM et CIKI changent d'affiliation pour le mini-réseau CKOI. Astral fait l'acquisition en 2001 d'une station en faillite, CHRD-FM Drummondville, et l'intègre au réseau Énergie le 30 novembre 2001. Le 1er mai 2003, Astral Media lance un tout nouveau réseau, Boom FM et y intègre CHRD-FM ainsi que CFEI-FM de Saint-Hyacinthe.
En mai 2001, Énergie lance trois webradios : Dance animée par Nadia Bilodeau, Rock animée par Mike Gauthier et Hip Hop animée par Raphaël Dumas.
À l'automne 2002, nouveau logo et les lettres d'appel (CKMF, CHIK, etc.) disparaissent, et retour des capsules Les Deux Minutes du peuple de François Pérusse après cinq ans d'absence à la radio québécoise.
Le 21 janvier 2005, le CRTC approuve l'échange de stations AM d'Astral pour des stations FM de Corus, CJDM et CIKI réintègrent le réseau Énergie le 27 juin 2005.

Ancien logo de la station de radio par satellite énergie.

Énergie était également offert sur la radio par satellite, au Canada et aux États-Unis, sous le nom de énergie2 sur le canal 89 de Sirius Satellite Radio. Ce canal offrait essentiellement le même format que le réseau terrestre et était animé par Richard Fortin et Nicolas Wilson. Au moment du changement de marque du réseau terrestre Énergie vers NRJ, le canal du satellite est devenu Latitude Franco.

### 2009: NRJ
À la suite d'un accord de licence préparé entre Astral Media et le groupe NRJ en France, le 24 août 2009, Énergie change de nom. Les dix stations du réseau à travers le Québec ont pris le nom de « NRJ »,,.
Concernant les programmations, il n'y a eu peu de changement l'année du lancement, les auditeurs ont retrouvé toutes leurs vedette et leurs émissions préférée. NRJ est demeurée une station très musicale avec de l'humour. Pour les stations de Montréal et de la province, les auditeurs ont retrouvé leurs animateurs réguliers. Seul le logo, le sigle « NRJ » accompagné d'une panthère noire, devient le même que celui utilisé en France, en Belgique et dans d'autres pays du monde par les radios NRJ. Concernant l'identité sonore de la station, puisque le réseau s'appelait « Énergie », il n'y a pas de différence sonore notoire. En revanche, contrairement au reste du monde qui utilise un slogan (« en anglais : « Hit Music Only ») y compris NRJ en France, le Québec s'est doté d'un slogan en français (« Méchante radio ») afin de s'adapter à la loi et au marché québécois.

« Nous ne pouvions utiliser le slogan officiel, parce qu'il est en anglais : Hit Music Only. Ici, ça n'aurait pas passé. Avec "Méchante Radio", on fait ressortir le côté féroce et l'idée de superlatif. »

— Marie-Ève Poliquin, directrice du produit pour Astral Radio
Le changement de marque est effectué avec une campagne de lancement confiée à l'agence Tank, qui compte notamment comme clients La Cage aux Sports, Uniprix et l'Association des camps du Québec.
Cet accord de licence permettait de bénéficier d'une visibilité accrue et de l'image de marque de NRJ, et donnait la possibilité d'obtenir du contenu tel que des entrevues exclusives et des concerts d'un peu partout à travers le monde.
Le 16 mars 2012, Bell Canada (BCE) annonce son intention de faire l'acquisition d'Astral Media, incluant le réseau NRJ, pour 3,38 milliards de dollars. La transaction a été refusée par le CRTC. Bell Canada a alors déposé une nouvelle demande et annonce le 4 mars 2013, qui a été approuvée le 27 juin 2013.

### 2015: Retour au nom Énergie
Le 24 août 2015, le réseau fait marche arrière et redevient ÉNERGIE. Bell Média, propriétaire de l’antenne, n’a pas renouvelé l’entente avec la franchise NRJ International. La direction d'Énergie en profite donc pour apporter d'importants changements à la grille horaire du réseau.
Le 8 février 2024, Bell Média annonce la vente de 45 stations de radio AM et FM au Canada situées dans de petits marchés, dont CJDM-FM Drummondville et CIKI-FM Rimouski à Arsenal Media. La transaction est approuvée le 11 mars 2025 et les deux stations changent d'affiliation pour O dès le 22 avril 2025. Arsenal étant propriétaire des anciennes stations de Radio-Nord en Abitibi, les stations CJMM et CJMV ne sont pas vendues.

### Identité visuelle (logo)

Logo de Radio Énergie utilisé de 1998 à 2001.
Logo d'énergie utilisé jusqu'au 24 août 2009.
Logo de NRJ utilisé du 24 août 2009 au 31 décembre 2010.
Logo de NRJ utilisé du 1er janvier 2011 au 23 août 2015.
Logo de Énergie utilisé de 23 août 2015 à 2022.
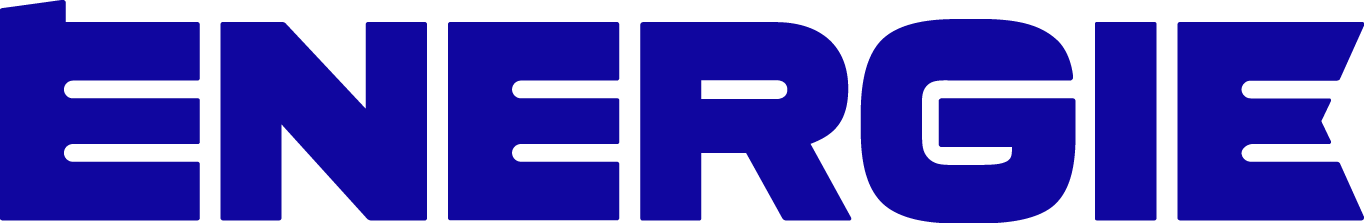
Logo de Énergie en 2022, bleu
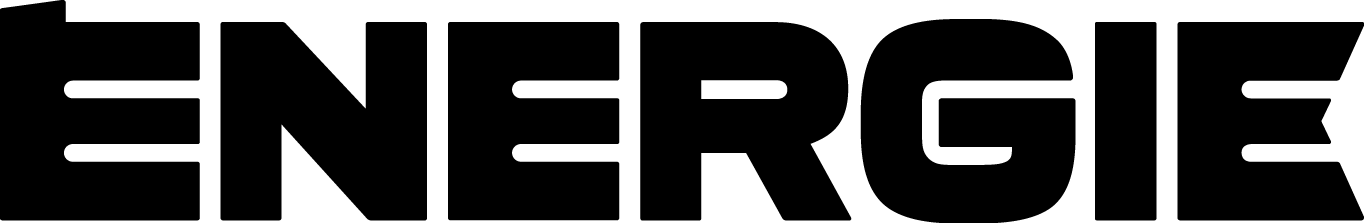
Logo de Énergie en 2022, noir

### Slogans
- « Monte le son » (avant le changement de marque)
- « Méchante Radio » (2009-2011)
- « La Radio des Hits » (2011)
- « La Radio de tous les Hits » (2012)
- « Toujours en tête » (2015)
- « Les + gros hits » (2017)
- « Plus de classiques. Plus de fun. » (2019)

## Diffusion
Énergie possède huit stations à travers le Québec.
| Station            | Fréquence | Ville/diffusion   |
| ------------------ | --------- | ----------------- |
| CKMF-FM            | 94,3      | Montréal          |
| CHIK-FM            | 98,9      | Québec            |
| CKTF-FM            | 104,1     | Gatineau / Ottawa |
| CIMO-FM (Estrie)   | 106,1     | Magog             |
| CIMO-FM (Estrie)   | 106,9     | Sherbrooke        |
| CIGB-FM (Mauricie) | 102,3     | Trois-Rivières    |
| CJAB-FM            | 94,5      | Saguenay          |
| CJMM-FM            | 99,1      | Rouyn-Noranda     |
| CJMM-FM            | 92,5      | La Sarre          |
| CJMV-FM            | 102,7     | Val-d'Or          |

Énergie Montréal est aussi diffusé aux abonnés de Illico télé numérique de Vidéotron au canal 570, Helix de Vidéotron au canal 611 et de Shaw Direct au canal 882.

## Anciennes émissions réseau
- La Jungle en folie (Gilles Parent) (capsules humoristiques, 1990-)
- RBO (heure du midi, 1992-)
- Le retour de Salvail, Dominic et Martin (2007-2009)
- Les Justiciers masqués (soirée)
- Les Grandes Gueules (1992-2007, 2010-2015)

## Méchante boisson
NRJ possédait autrefois sa propre boisson énergisante, la Méchante boisson. Avant que le réseau devienne NRJ, la boisson portait le nom « Énergie ». Elle est devenue la Méchante boisson le 25 février 2010[source insuffisante], nom inspiré du slogan de NRJ : « Méchante radio ». Elle fut disponible chez les dépanneurs Couche-Tard partout au Québec. Cette boisson n'existe plus.